# Государственный комитет по делам здравоохранения и планового деторождения КНР
Государственный комитет по делам здравоохранения и планового деторождения КНР (кит. упр. 国家卫生和计划生育委员会, пиньинь Guójiā Wèishēng Hé Jìhuà Shēngyù Wěiyuánhuì)
— ведомство при Государственном совете КНР, которое отвечает за обеспечение доступности медицинских услуг, контроль за качеством медицинских услуг и разработку политики планирования семьи в Китае.
Создан путём объединения Министерства здравоохранения и Госкомитета по плановому деторождению. Об этом было объявлено на 1-й сессии Всекитайского собрания народных представителей 12-го созыва в марте 2013.
С 16 марта 2013 года Государственный комитет возглавляла Ли Бинь.
В марте 2018 года правительство Китайской Народной Республики объявило, что комитет упразднён, а его функции переданы новому органу — Национальной комиссии здравоохранения.

## Функции
В функции Государственного комитета входят:
- Согласование законов, постановлений, планов и программ, связанных со здоровьем нации
- Надзор за профилактикой и лечением заболеваний
- Борьба с распространением эпидемических заболеваний
- Надзор за донорством
- Реформирование медицинских учреждений
- Надзор за государственными медицинскими учреждениями
- Подготовка проектов развития медицинских исследований и технологий
- Разработка стандартов качества для пищевых продуктов и косметики
- Разработка стандартов медицинского образования и надзор за их соблюдением
- Контроль за Пекинским медицинским колледжем[англ.] и Китайской академией медицинских наук
- Надзор за государственной администрацией традиционной китайской медицины
- Разработка политики и программ в сфере беременности, родовспоможения и ухода за детьми, включая мероприятия по ограничению рождаемости и планированию семьи.